# Ball der Pharmacie
Der Ball der Pharmacie (auch Ball der Pharmazie oder Apothekerball) ist ein alljährlicher Tanzball in der Wiener Hofburg, der seit 1932 von der Österreichischen Apothekerkammer veranstaltet wird.

## Geschichtliches
Schon vor dem Ersten Weltkrieg und auch zwischen 1920 und 1932 haben verschiedene Veranstaltungen stattgefunden, die durch die Wiener Apothekerschaft organisiert wurden. Die Veranstaltungen sind jedoch nicht exakt verifizierbar. Die erste Veranstaltung, die mit Datum erfasst wurde, war am 26. Januar 1932. Es war eine Tanzveranstaltung, die damals, dreimal aufeinander folgend, im Hotel Regina in der Alservorstadt durchgeführt und als „Faschings-Kränzchen“ bezeichnet wurde. Die Tradition des Ball der Pharmacie geht somit auf das Jahr 1932 zurück. Aufgrund des großen Interesses stieg die Besucherzahl stetig an und daher übersiedelte man im Jahr 1935 in das Parkhotel in Hietzing, später in den Kursalon. Mit Ausbruch des Zweiten Weltkrieges war die „Ballsaison“ für die Pharmazie zu Ende und die Ballveranstaltungen wurden erst wieder nach dem Krieg aufgenommen. Die letzte Ballveranstaltung fand am 27. Januar 1939 statt, der erste Nachkriegsball am 12. März 1949, und zwar noch in bescheidenem Rahmen in den Eschenbach-Sälen in Spittelberg. Nach der etablierten Zählung wäre dies der 9. Ball der Pharmacie gewesen.

### Nach dem Zweiten Weltkrieg
Ab den 1950er Jahren ging es regelmäßig weiter. Von den Eschenbach-Sälen wechselte man zunächst einmal noch in den Kursalon im Wiener Stadtpark und 1951 fand dann zum ersten Mal der Ball der Pharmazie im Konzerthaus statt. Es war dies der erste Ball wieder in festlicherem Rahmen. Der 24. Ball war dann der letzte Ball im Wiener Konzerthaus. Seit den damaligen Veranstaltungen sind die sogenannten Mitternachtseinlagen typischer Bestandteil eines jeden Balls. Diese Auftritte werden durch Gäste gestaltet. Hierbei unterhielten bekannte Wiener Schauspieler und Kabarettisten, wie z. B. Fritz Imhoff und Fritz Muliar, die Ballbesucher. Heutzutage treten auch internationale Künstler auf, wie beispielsweise Dana Gillespie im Jahr 2017.

### Umzug in die Hofburg
Am 22. Januar 1965 fand dann der erste Ball in der Wiener Hofburg statt. 1967 war dann der Samstag in der Hofburg frei geworden, und man konnte nunmehr zum Wochenende den Ball veranstalten, der davor immer an einem Donnerstag stattgefunden hat. 1987 mussten die Hofburgbälle abgesagt werden, da in diesem Jahr in der Hofburg eine Staatsveranstaltung festgesetzt war; der Ball der Pharmacie fand daher wieder im Konzerthaus statt. Seit 1988 findet der Ball der Pharmacie immer am 3. Januarwochenende wieder in der Wiener Hofburg statt. Allerdings konnte der Ball im Jahr 1991, wie alle anderen Wiener Nobelbälle auch, wegen des Zweiten Golfkriegs nicht abgehalten werden.

### Corona-Pandemie
Im September 2020 wurde die für Jänner 2021 geplante Veranstaltung aufgrund der COVID-19-Pandemie abgesagt. Die Apothekerkammer entschied sich auch im folgenden Jahr, den Ball nicht stattfinden zu lassen. Es wurde befürchtet, dass sich infolge der Veranstaltung das Infektionsgeschehen im Winter verstärken könnte. Auch die Veranstaltung im Jahr 2023 wurde abgesagt. Gründe waren, neben den Nachwirkungen der COVID-19-Pandemie, die Teuerungsrate sowie der Russisch-Ukrainische Krieg.

## Inhalte und Ablauf
Den Ball der Pharmacie besuchen mehr als 2000 nationale und internationale Gäste aus der Ärzteschaft, dem Gesundheitswesen, der Pharmaindustrie, dem Großhandel, der Wissenschaft, der Politik, der Wirtschaft und dem Kulturbereich. Verschiedene Wiener Gesellschaften bieten den internationalen Besuchern ein Rahmenprogramm an. Neben der traditionellen Mitternachtseinlage, bei der bekannte Künstler auftreten, sind die Balleröffnung durch das „Jungdamen- und Jungherrenkomittee“, sowie der Einzug der Ehrengäste Bestandteil des Ablaufs des Balls der Pharmacie. Der Dresscode schreibt für Herren Frack, Smoking, Uniform oder einen schwarzen Anzug vor, während Damen angehalten sind, ein langes Abendkleid zu tragen. Heutzutage finden bei der Mitternachtseinlage auch komplexere Auftritte und Einlagen statt. Im Anschluss tanzen die Ballbesucher traditionell eine Quadrille. Zum Abschluss des Balls der Pharmacie spielt das Orchester gegen vier Uhr nachts das Stück „Brüderlein Fein“ aus dem Stück Das Mädchen aus der Feenwelt oder Der Bauer als Millionär von Ferdinand Raimund.